# Женская сборная Вьетнама по баскетболу 3×3
Женская сборная Вьетнама по баскетболу 3×3 представляет Вьетнам на международных соревнованиях по баскетболу 3×3. Управляющим органом является Баскетбольная ассоциация Вьетнама (вьет. Giải Bóng rổ Chuyên nghiệp Việt Nam).
По состоянию на 1 сентября 2024, женская сборная Вьетнама по баскетболу 3×3 занимает 77-е место в мировом рейтинге ФИБА женских сборных по баскетболу 3×3.

## Результаты выступлений
| Турнир         | Золото | Серебро | Бронза | Всего |
| -------------- | ------ | ------- | ------ | ----- |
| Азиатские игры | —      | —       | —      | —     |
| Итого          | —      | —       | —      | —     |

### Азиатские игры
| Год           | Место          | Игры           | Победы         | Поражения      | Состав команды                                                                 |
| ------------- | -------------- | -------------- | -------------- | -------------- | ------------------------------------------------------------------------------ |
| Джакарта 2018 | 9              | 3              | 1              | 2              | Phạm Thị Diễm Trân, Nguyễn Thị Tiểu Duy, Nguyễn Thị Cẩm Tiên, Trần Thị Yến Vân |
| 2022          | не участвовали | не участвовали | не участвовали | не участвовали | не участвовали                                                                 |